# Henry Hartness
Henry Hartness là một cầu thủ bóng đá người Anh thi đấu ở vị trí tiền đạo và half back ghi bàn trong lần ra sân duy nhất ở Scottish League cho Heart of Midlothian.

## Thống kê sự nghiệp
| Câu lạc bộ          | Mùa giải            | Giải vô địch                    | Giải vô địch | Giải vô địch | Cúp Quốc gia | Cúp Quốc gia | Tổng    | Tổng      |
| Câu lạc bộ          | Mùa giải            | Hạng đấu                        | Số trận      | Bàn thắng    | Số trận      | Bàn thắng    | Số trận | Bàn thắng |
| ------------------- | ------------------- | ------------------------------- | ------------ | ------------ | ------------ | ------------ | ------- | --------- |
| Heart of Midlothian | 1910–11             | Scottish League First Division  | 1            | 1            | 0            | 0            | 1       | 1         |
| Croydon Common      | 1912–13             | Southern League Second Division | 8            | 5            | 0            | 0            | 8       | 5         |
| Croydon Common      | 1913–14             | Southern League Second Division | 1            | 0            | 0            | 0            | 1       | 0         |
| Croydon Common      | 1914–15             | Southern League First Division  | 16           | 0            | 1            | 0            | 17      | 0         |
| Croydon Common      | Tổng                | Tổng                            | 25           | 5            | 1            | 0            | 26      | 5         |
| Tổng cộng sự nghiệp | Tổng cộng sự nghiệp | Tổng cộng sự nghiệp             | 26           | 6            | 1            | 0            | 27      | 6         |